# WWE Money in the Bank (2024)
Money in the Bank 2024 war eine Wrestling-Veranstaltung der WWE, die als Pay-per-View auf dem WWE Network und dem Streaming-Portal Peacock ausgestrahlt wurde. Sie fand am 6. Juli 2024 in der Scotiabank Arena in Toronto, Ontario, Kanada statt. Es war die 15. Austragung des WWE Money in the Bank seit 2010. Die Veranstaltung fand zum ersten Mal in Kanada statt.

## Hintergrund
Im Vorfeld der Veranstaltung wurden fünf Matches angesetzt. Diese resultierten aus den Storylines, die in den Wochen vor dem Pay-Per-View bei Raw und SmackDown, den wöchentlichen Shows der WWE gezeigt wurden.

## Ergebnisse
| Matchart                                                  |                                                     |      |                                                             | Zeit  |
| --------------------------------------------------------- | --------------------------------------------------- | ---- | ----------------------------------------------------------- | ----- |
| Men’s Money-in-the-Bank-Ladder-Match                      | Drew McIntyre                                       | bes. | Jey Uso, Andrade, Carmelo Hayes, Chad Gable und LA Knight   | 16:33 |
| Singles-Match um die WWE Intercontinental Championship    | Sami Zayn (c)                                       | bes. | Bron Breakker                                               | 13:13 |
| Triple-Threat-Match um die World Heavyweight Championship | Damian Priest (c)                                   | bes. | Seth Rollins und Drew McIntyre 1                            | 15:48 |
| Women’s Money-in-the-Bank-Ladder-Match                    | Tiffany Stratton                                    | bes. | Iyo Sky, Chelsea Green, Lyra Valkyria, Naomi und Zoey Stark | 16:48 |
| Six-Man-Tag-Team-Match                                    | The Bloodline Solo Sikoa, Tama Tonga und Jacob Fatu | bes. | Cody Rhodes, Randy Orton und Kevin Owens                    | 24:40 |

| Funktion      | Name           |
| ------------- | -------------- |
| Kommentatoren | Corey Graves   |
| Kommentatoren | Michael Cole   |
| Pre-Show      | Big E          |
| Pre-Show      | Jackie Redmond |
| Pre-Show      | Wade Barrett   |
| Ringansagerin | Samantha Irvin |

## Besonderheiten
- John Cena kehrte zum ersten Mal seit dem Raw after Mania im April zurück. Cena gab bekannt, dass er sich Ende 2025 aus der WWE zurückziehen werde und dass WrestleMania 41 seine letzte WrestleMania sein werde.
- Die WWE Hall of Famerin und aus Toronto stammende Trish Stratus moderierte die Show.